# Inés Mendoza (escritora)
Inés Mendoza (Caracas, 24 de julio de 1970) es una escritora y arquitecta española y venezolana.

## Biografía

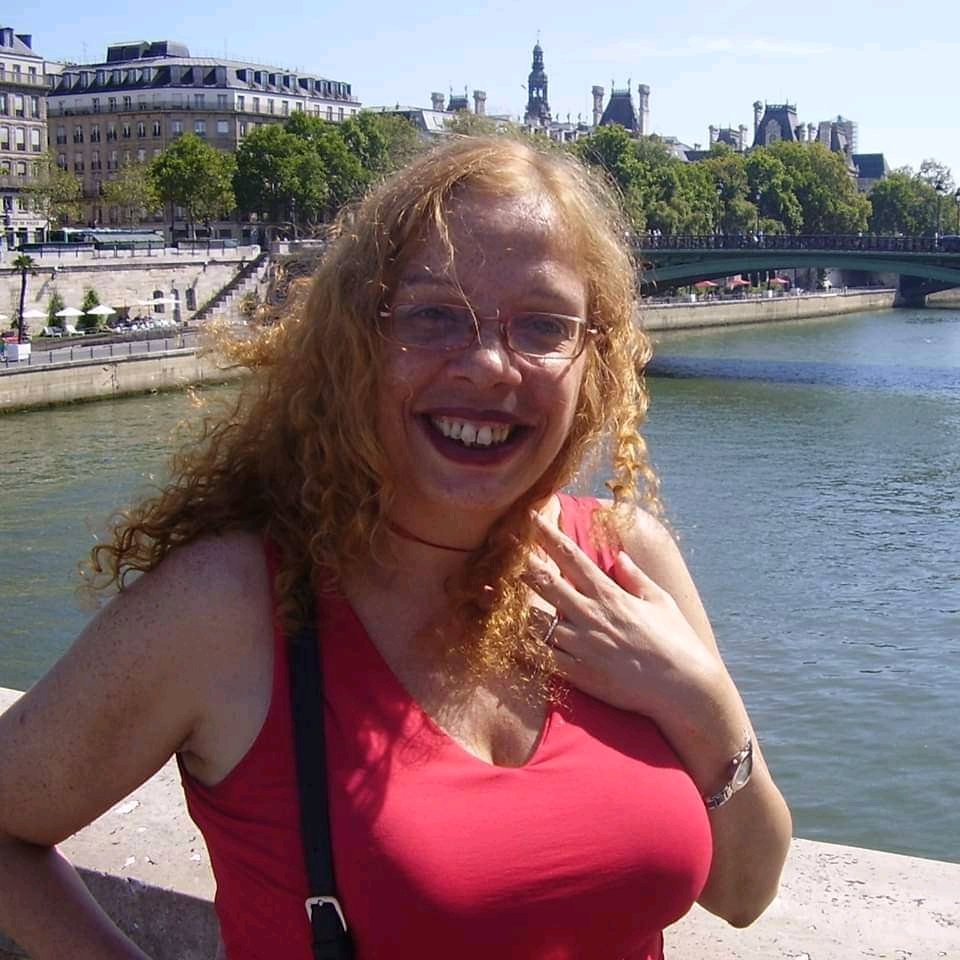
Inés Mendoza en París

Inés Mendoza se graduó de arquitecta en la Universidad Central de Venezuela. En 1999 llegó a Madrid, e hizo estudios de posgrado en la Facultad de Arquitectura de la Universidad Politécnica de Madrid.
Ha publicado los libros de relatos El otro fuego y Objetos frágiles. Sus relatos han aparecido en varias antologías, entre la que destaca Mar de pirañas, nuevas voces del microrrelato español, elaborada por el profesor y crítico literario Fernando Valls. La autora ha publicado artículos sobre literatura y relatos en libros colectivos y en distintos medios de prensa y formó parte del grupo La Llave de los campos.
En sus relatos confluyen dos corrientes: el Romanticismo y el Simbolismo, aunque también se advierte en ellos influencias cortazarianas y surrealistas, y reivindica las grandes posibilidades expresivas que ofrecería un Neosimbolismo para indagar en el perfil de una sociedad que, como la de finales del siglo XIX, atraviesa un proceso de derrumbe.
Aunque ha ejercido la arquitectura durante años, en la actualidad Inés Mendoza trabaja como docente de escritura creativa en la Escuela de Escritores y en instituciones como el Museo del Romanticismo. También ha participado en eventos como el  Festival Coruña Mayúscula organizado por la Consejalía de Cultura del Ayuntamiento de La Coruña https://www.corunain.com/2014/03/coruna-mayuscula.html?m=1, el XI Congreso “Laberinto de centenarios: una mirada trasatlántica”, organizado por la Asociación española de estudios literarios hispanoamericanos (AEELH) del departamento de Literatura Española de la Universidad de Granada <{re>f{Cita web|título=https://secretariageneral.ugr.es/informacion/noticias/xi-congreso-de-la-asociacion-espanola-de-estudios-literarios-hispanoamericanos-en-la-facultad-de-filosofia-y-letras}} https://paginasdeespuma.com/blog/nuestros-autores-en-el-congreso-laberinto-de-centenarios/, o el ciclo "Ellas escriben II", organizado por la Biblioteca Municipal y el área de Promoción Cultural del Ayuntamiento de Torremolinos https://www.diariodetorremolinos.com/_n33214_la-autora-venezolana-ines-mendoza-visita-el-martes-el-ciclo-ellas.html.

## Obra publicada

### Libros
- Libro El otro fuego. Editorial Páginas de espuma, Colección Voces. Madrid, mayo de 2010. ISBN 978-848393-056-4. Prólogo de Eloy Tizón
- Periódico Público. Un cuento de Inés Mendoza: Mohr, la que huye de la luz.
- Libro Objetos frágiles. Editorial Páginas de Espuma. Colección Voces. Madrid, octubre de 2017. ISBN 978-84-8393-226-1.

### Antologías
- Mar de Pirañas, nuevas voces del microrrelato español. A cargo del crítico Fernando Valls. Menoscuarto Ediciones. Palencia, 2012. Mar de Pirañas: nuevas voces del microrrelato español (Menoscuarto Ediciones) ISBN 978-84-96675-89-6<ref>{{Cita

- La distancia exacta. A cargo de la escritora y editora Ana Tapia. Prólogo: Clara Obligado. Fin de viaje Ediciones. Córdoba, 2013. La distancia exacta, Casa del Libro. ISBN 978-84-938680-8-6<ref>{{Cita

- Parábola de los talentos, antología de relatos para iniciar un siglo. Editorial Gens. Madrid, 2007. Parábola de los talentos, Gens ediciones, colección Guermantes. ISBN 978-84-933706-7-1

- Voces Nuevas. Casa de estudios latinoamericanos Rómulo Gallegos y Consejo Nacional de la Cultura. Caracas, 1999. Voces Nuevas, Casa de estudios latinoamericanos Rómulo Gallegos

- Diodati, la cuna del monstruo. Editorial Adeshoras, Madrid, 2016. ISBN 978-84-945180-6-5

- Jules Verne 2: tierra, aire, agua, fuego. Asociación cultural Graphiclassic. Madrid, 2017. ISBN 978-84-697-3439-1

- H. G. Wells, el hombre que inventó el futuro. Asociación cultural Graphiclassic. Madrid, 2018. ISBN 978-84-09-00378-5

- Lovecraft y los mitos de Cthulhu. Más allá del velo de la razón. Asociación cultural Graphiclassic. Madrid, 2019. ISBN 978-84-09-13363-5

- Las mil y una noches. Contar o morir. Asociación cultural Graphiclassic. Madrid, 2020. ISBN 978-84-09-24479-9

- Bellas damas sin piedad. Mujeres del surrealismo. (Enclave, 2023) ISBN 978-84-125590-2-6<ref>{{Cita

### Premios
- XI Concurso de narraciones cortas villa de Torre Pacheco. Patronato municipal de cultura, educación y desarrollo local - Biblioteca municipal Torrepacheco (Murcia), 2004. Con el cuento El otro fuego

- Concurso internacional de cuento Casa de Teatro. Santo Domingo (República dominicana), 2005. Con el cuento A pesar de la lluvia

- Certamen internacional de cuentos Art Nalon letras 2006. Oficina de información xuvenil- Ayuntamiento de Llangréu. Llangréu (Asturias), 2006. Con el cuento Rosas Amarillas

## Artículos de Inés Mendoza

### En papel
- Revista Salamandra. Artículo "La desobediencia del amor romántico". Año 2022, n° 23-24 https://tienda.elsaltodiario.com/producto/revista-salamandra-23-24/
- Revista Quimera. Artículo Verne, fin de siècle. Barcelona, mayo de 2015. N.º 378 https://dialnet.unirioja.es/ejemplar/395245
- Revista Salamandra. Artículo Sueño de H. Madrid, Año 2008, n.º 17-18
- Periódico Generación XXI. La decadencia del macho. Madrid, diciembre de 1999
- Periódico Generación XXI. Buscando El Dorado. Madrid, enero de 2002
- Revista Morada internacional. Artículo ¿No entiendes tu propio idioma?. Copenagüe, junio de 2004 n.º 4 año II
- Revista Morada internacional. Artículo Museo Guggenheim-Bilbao: la arquitectura como signo. Copenagüe, diciembre de 2004 n.º 6 año II
- Periódico Letras. Artículo El detective vs. la máquina. Noviembre 1996 N.º 84. Caracas, Venezuela
- Periódico Letras. Artículo No somos iguales: la filosofía de Nietzsche. Septiembre 1997 n.º 114. Caracas, Venezuela
- Periódico La hora universitaria. Artículo Cuestión de tiempo. Mayo 1994 n.º 97. Caracas, Venezuela
- Revista  de arquitectura Entre rayas. Artículo La otra historia sin final: restauración de La Pastora, julio-agosto de 1993, N.º 5. Caracas, Venezuela
- Revista  de arquitectura Entre rayas. Artículo La plaza y la calle, espacios de encuentro, noviembre-febrero de 1993  n.º 2-3 . Caracas, Venezuela

### En la red
- Revista Metalocus. Un festival de arquitectura para los nuevos tiempos. 2021. https://www.metalocus.es/es/noticias/tac-un-festival-de-arquitectura-para-los-nuevos-tiempos
- Revista Excodra. Nietzsche y el Simbolismo. Madrid, mayo de 2015. N.º XXIV.https://www.yumpu.com/es/document/view/57359456/excodra-xxiv-la-filosofia
- Periódico web  Zas Madrid. Sobre el primer movimiento de vanguardia: el Futurismo. Madrid, año 2014.https://zasmadrid.com/sobre-el-primer-movimiento-de-vanguardia-el-futurismo/
- Revista Culturamas. La novela de tu vida. Madrid, 23 de febrero de 2013.https://www.culturamas.es/2013/02/23/la-novela-de-tu-vida-ines-mendoza/
- Revista web Literaturas. Medardo Fraile, escritura y verdad. Madrid, enero de 2005.